# Ben Lhassine Kone
Ben Lhassine Kone né le 14 mars 2000 à Abidjan en Côte d'Ivoire, est un footballeur ivoirien. Il joue au poste de milieu offensif.

## Biographie

### En club
Né  à Abidjan en Côte d'Ivoire, Ben Lhassine Kone est formé en Italie par le Vigor Perconti puis le Torino FC, qu'il rejoint en 2017. Il commence toutefois sa carrière professionnelle au Cosenza Calcio, où il est prêté le 3 août 2019, pour une saison.
Kone joue son premier match en professionnel le 11 août 2019, à l'occasion d'une rencontre de coupe d'Italie contre le SS Monopoli 1966. Il entre en jeu à la place de Luca Bittante (en) et son équipe s'incline par un but à zéro. Le 31 août suivant il fait sa première apparition en Serie B, contre l'US Salernitana 1919. Il entre en jeu à la place de Riccardo Idda (en) lors de ce match perdu par Cosenza (0-1 score final).
Il est intégré à l'équipe première du Torino FC au début de la saison 2021-2022 et y fait sa première apparition en Serie A, et par la même occasion pour le Torino, le 17 octobre 2021 contre le SSC Naples. Il entre en cours de match dès la huitième minute de jeu afin de remplacer Rolando Mandragora, sorti blessé, et son équipe s'incline par un but à zéro.
Le 26 janvier 2022, Kone est prêté jusqu'à la fin de la saison au FC Crotone.
Le 1er août 2022, durant le mercato estival, Ben Lhassine Kone est prêté au Frosinone Calcio pour une saison avec option d'achat et option de rachat,.
Kone se fait remarquer dès sa première apparition avec le Frosinone Calcio en marquant son premier but, le 7 août 2022, lors d'une rencontre de coupe d'Italie face à l'AC Monza. Titulaire, il ne peut empêcher la défaite de son équipe par trois buts à un.
Le 25 juillet 2023, Kone est de nouveau prêté, cette fois-ci au Côme 1907, avec obligation d'achat.